# Alu, Estland
Alu är en småköping i Estland. Den ligger i Rapla kommun i landskapet Raplamaa, i den centrala delen av landet, 50 km söder om huvudstaden Tallinn. Alu ligger 62 meter över havet och antalet invånare är 920.
Terrängen runt Alu är mycket platt. Runt Alu är det glesbefolkat, med 10 invånare per kvadratkilometer. Närmaste större samhälle är Rapla, 2,5 km sydost om Alu. I omgivningarna runt Alu växer i huvudsak blandskog.